# Congrès du Parti communiste de l'Union soviétique
Le Congrès du Parti communiste de l'Union soviétique était la réunion des délégués du Parti communiste de l'Union soviétique. D'après les statuts du Parti, il s'agissait de l'instance suprême à la tête de toute la structure du Parti Communiste.

## Principes
Le congrès avait pour principe de réaffirmer la ligne directrice du parti, qui contrôlait l'Union Soviétique, les organes de l’État sont inférieurs à ceux du parti.
Entre deux congrès, la direction était assurée par le Comité central, dont notamment le politburo. Dans les faits, vu le délai conséquent entre deux congrès et la prééminence du comité central, le congrès est devenu quasiment honorifique, entérinant les décisions de fait. La fréquence des réunions du Congrès fut très variable : dans les années 1920, il se réunissait tous les ans, alors qu'il n'y eut aucune réunion entre 1939 et 1952 à cause de la Seconde Guerre mondiale et du fait que Staline ne tenait pas compte des délais prescrits. Après la mort de Staline, les réunions eurent lieu tous les 5 ans, permettant l'alignement avec les plans quinquennaux soviétiques. Elles se tiennent au palais d'État du Kremlin,.

## Liste des Congrès
| Numéro   | Date                          | Lieu (ville, pays)                               | Chef du parti       | Faits et décisions principales |
| -------- | ----------------------------- | ------------------------------------------------ | ------------------- | --- |
| 1er (en) | 1er au 3 mars 1898            | Minsk, Empire russe                              |                     | Congrès tenu secrètement à Minsk aucun résultat : il n’était pas possible d’établir un parti social-démocrate en Russie à cette époque ; peu de temps après le congrès, les organisations parties prenantes ont été décimées par la police. |
| 2e (en)  | 17 juillet au 10 août 1903    | Bruxelles (Belgique), puis Londres (Royaume-Uni) | Lénine              | Congrès marqué par la division entre les bolcheviks et les mencheviks. Le congrès a aussi discuté de la possibilité de s’unir avec le Parti socialiste juif du Bund, sans résultat |
| 3e (en)  | 12 au 27 avril 1905           | Londres (Royaume-Uni)                            | Lénine              | Congrès de la scission : les ailes bolcheviques et mencheviks du Parti social-démocrate encore uni organisent indépendamment des congrès parallèles, les bolcheviks à Londres et les mencheviks à Genève |
| 4e (en)  | 10 au 25 avril 1906           | Stockholm (Suède)                                | Lénine              | Congrès dit d'« unification » rétablissant l’unité du POSDR entre les bolcheviks et les mencheviks. Les bolcheviks, dirigés par Lénine, étaient minoritaires: le Comité central élu comprenait 3 bolcheviks et 7 mencheviks ; il y avait toutefois une tendance pour les bolcheviks à dominer les organisations du parti des grands centres industriels.                                                                                    |
| 5e (en)  | 30 avril au 19 mai 1907       | Londres (Royaume-Uni)                            | Lénine              | Théâtre de discussions acharnées entre les bolcheviks et les mencheviks. À la suite du congrès, pas de choix final entre les bolcheviks et les mencheviks, se scindant environ en deux. |
| 6e (en)  | 26 juillet au 3 août 1917     | Petrograd                                        | Lénine              | Unification des bolcheviks avec la faction mencheviks "internationalistes". Les principaus leaders sont arrêtés par le gouvernement provisoire ou en fuite en Finlande. |
| 7e       | 6 au 8 mars 1918              | Moscou (URSS, RSFSR)                             | Lénine              | Défaite idéologique du groupe d’opposition des « communistes de gauche » ; approbation du traité de paix de Brest-Litovsk (1918) et le changement de nom du parti « communiste » sur le modèle de la Commune de Paris |
| 8e       | 18 au 23 mars 1919            | Moscou (URSS, RSFSR)                             | Lénine              | Défaite idéologique de « l’opposition militaire », approbation du cap pour la construction d’une armée régulière |
| 9e       | 29 mars au 5 avril 1920       | Moscou (URSS, RSFSR)                             | Lénine              | Congrès marqué par la guerre civile et la politique du communisme de guerre. Défaite idéologique du groupe d’opposition des « Démocrates». |
| 10e      | 8 au 16 mars 1921             | Moscou (URSS, RSFSR)                             | Lénine              | Congrès marqué par les premières épurations massives au sein du parti, 136 836 membres sont exclus, la plupart pour passivité ou délinquance. Déclin de l’influence de Trotsky et, à l’inverse, un certain nombre de partisans de Staline entrent au Comité central. |
| 11e      | 27 mars au 2 avril 1922       | Moscou (URSS, RSFSR)                             | Lénine              | Dernier congrès auquel Lénine a pris la parole. La défaite finale de « l’Opposition ouvrière ». |
| 12e      | 17 au 25 avril 1923           | Moscou (URSS, RSFSR)                             | Lénine              | |
| 13e      | 23 au 31 mai 1924             | Moscou (URSS, RSFSR)                             | Staline             | Défaite de Trotsky par la « troïka » Zinoviev G.E. - Kamenev L.B. - Staline I.V. Définition du « trotskysme » comme « une tendance petite-bourgeoise hostile au léninisme ». |
| 14e (en) | 18 au 31 décembre 1925        | Moscou (URSS, RSFSR)                             | Staline             | « Congrès de l'industrialisation socialiste ». Les congrès suivants abandonnèrent le rythme des réunions annuelles. |
| 15e (en) | 2 au 19 décembre 1927         | Moscou (URSS, RSFSR)                             | Staline             | Expulsion des dirigeants du parti: Zinoviev, Trotsky et Kamenev. Renommage du Parti communiste russe (bolcheviks) en Parti communiste de l’Union soviétique (bolcheviks). |
| 16e (en) | 26 juin au 13 juillet 1930    | Moscou (URSS, RSFSR)                             | Staline             | Directives pour la préparation du premier plan quinquennal ; plan de collectivisation de l’agriculture. |
| 17e      | 26 janvier au 10 février 1934 | Moscou (URSS, RSFSR)                             | Staline             | « Congrès des vainqueurs » ; pour la première fois dans l’histoire du parti, il n’y avait pas d’opposition du tout. |
| 18e (en) | 10 au 21 mars 1939            | Moscou (URSS, RSFSR)                             | Staline             | Le premier congrès après la Grande Purge a démontré un fort renouveau de la direction du parti. |
| 19e      | 5 au 14 octobre 1952          | Moscou (URSS, RSFSR)                             | Staline             | Le premier congrès après une pause sans précédent de 12 ans dans l’histoire du parti. Réorganisation des autorités centrales : remplacement du Politburo du Comité central du PCUS par un Présidium composé de 25 membres et de 11 membres candidats. Formation des « cinq » principaux membres du Bureau du Présidium composé de Staline - Malenkov - Beria - Khrouchtchev - Boulganine. La chute de l’influence de Molotov et de Mikoyan. |
| 20e      | 14 au 25 février 1956         | Moscou (URSS, RSFSR)                             | Nikita Khrouchtchev | Nikita Khrouchtchev affirme sur le plan extérieur la coexistence pacifique et critique Staline sur le plan intérieur avec le Rapport sur le culte de la personnalité et ses conséquences ou Discours secret, lançant la déstalinisation. |
| 21e      | 27 janvier au 5 février 1959  | Moscou (URSS, RSFSR)                             | Nikita Khrouchtchev | Déclaration de « la victoire complète et finale du socialisme en URSS ». |
| 22e      | 17 au 31 octobre 1961         | Moscou (URSS, RSFSR)                             | Nikita Khrouchtchev | L’intensification de la déstalinisation |
| 23e      | 29 mars au 8 avril 1966       | Moscou (URSS, RSFSR)                             | Leonid Brejnev      | Premier congrès après la destitution de Khrouchtchev N.S. ; restauration du Politburo du Comité central au lieu du Présidium du Comité central. |
| 24e      | 30 mars au 9 avril 1971       | Moscou (URSS, RSFSR)                             | Leonid Brejnev      | |
| 25e      | 24 février au 5 mars 1976     | Moscou (URSS, RSFSR)                             | Leonid Brejnev      | |
| 26e      | 23 février au 3 mars 1981     | Moscou (URSS, RSFSR)                             | Leonid Brejnev      | |
| 27e      | 25 février au 6 mars 1986     | Moscou (URSS, RSFSR)                             | Mikhaïl Gorbatchev  | Le premier congrès après l’arrivée au pouvoir de M. S. Gorbatchev |
| 28e      | 2 juillet au 13 juillet 1990  | Moscou (URSS, RSFSR)                             | Mikhaïl Gorbatchev  | Ultime congrès avant la fin de l'Union soviétique l'année suivante, Mikhaïl Gorbatchev lutte face aux dissidents conservateurs menés par Egor Ligatchev et aux réformateurs dirigés par Boris Eltsine, ce dernier quitta le parti le 12 juillet avec le groupe des réformateurs. |